# Kronologija Domovinskog rata: rujan 1994.

### 1. rujna
- Sve glavne francuske novine prenijele Izetbegovićevu izjavu da dodatno naoružavanje ne mora obvezatno biti vezano uz skidanje embarga, čime je na neki način priznao Karadžićeve stalne tvrdnje da Armiji BiH oružje dolazi ionako raznim kanalima.[1]
- Kad je oporba u srpskoj Skupštini procijenila da je Milošević prihvatio plan kontaktne skupine, iz klupa je počela vika: izdaja i predsjednik Milošević je veleizdajnik, a sve to prenosila je TV.[1]

### 3. rujna
- U Kupincu, rodnom kraju dr. Vladka Mačeka, proslavljena 55. obljetnica Banovine Hrvatske, čiji je nastanak zapravo bila kapitulacija Beograda pred legalnom borbom hrvatskog naroda za svojom državom.[1]
- Radovan Karadžić rekao na Palama papinskom nunciju Francescu Monterisiju kako se boji da bi Muslimani mogli napasti Papu i za to onda optužiti Srbe, čime je odbio jamčiti da na zrakoplov Svetog Oca neće biti pucano u Sarajevu.[1]

### 4. rujna
- Premijer tzv. rsk Borislav Mikelić izjavio za Beogradski radio da će se idućeg tjedna održati sastanak s predstavnicima UNPROFOR-a glede nastavka pregovora o gospodarskim pitanjima - otvaranju auto-ceste i naftovoda - s izaslanstvom Hrvatske.[1]
- Međunarodni pregovarači David Owen i Thorvald Stoltenberg razgovarali u Beogradu sa Slobodanom Miloševićem, koji im je rekao da bi ukidanje sankcija tzv. SRJ moglo pridonijeti ponovnoj uspostavi mira u Bih.[1]
- Američki državni podtajnik za europske poslove Richard Holbrooke u Sarajevu ponovno istaknuo da je Federacija BiH temelj američke politike na Balkanu, te odlučnost da će se moguće skidanje embarga na isporuku oružja odnosi samo na Federaciju.[1]

### 5. rujna
- Zamjenik državnog tajnika Richard Holbrooke, kojeg prati vojna delegacija, započeo u Sarajevu razgovore s namjerom da pokrene projekt hrvatsko-muslimanske federacije, središnjeg elementa američke politike u BiH.[1]
- Njemački Franfurter Allgemeine Zeitung piše da je, osim etničkog terorizma (pojam koji upotrebljava Povjerenstvo UN-a za izbjeglice), gušenje sela, gradova i cijelih područja jedna od standardnih metoda ratovanja bosanskih Srba.[1]
- Ministarstvo vanjskih poslova Republike Hrvatske izdalo priopćenje u svezi novog Zakona o državljanstvu Republike Italije, da je takav zakon jednostrani akt neuobičajen u međunarodnoj praksi, a također da nije u skladu s međunarodnim obvezama Italije prema mirovnom ugovoru iz Pariza od 1947. i Osimskih sporazuma između SFRJ i Italije iz 1975.[1]

### 6. rujna
- Predsjednik Republike Hrvatske dr. Franjo Tuđman primio u Predsjedničkim dvorima u Zagrebu američkog veleposlanika u Njemačkoj i pomoćnika državnog tajnika SAD za Europu i Kanadu Richarda Holbrookea, te s njim razgovarao o situaciji u BiH i povratku okupiranih hrvatskih područja.[1]
- Izaslanstva vlada Republike Hrvatske i Republike BiH, vođena premijerima Valentićem i Silajdžićem, održala u Zagrebu radni sastanak, na kojemu su se složili da je najhitnija provedba Washingtonskog sporazuma i definicija odnosa Hrvata i Bošnjaka u BiH.[1]
- Unatoč svemu, mislim da će Federacija preživjeti, izjavio Krešimir Zubak, predsjednik Federacije BiH.[1]
- U Vojnom sudu u Zagrebu počelo suđenje Radenku Radojčiću, pripadniku zloglasne skupine Labrador.[1]
- Ukidanje embarga na prodaju oružja BiH potaknulo bi žestok i beskompromisan rat, upozorio ruski ministar obrane Pavel Gračov.[1]
- U Berlinu započeli razgovori kontaktne skupine za bivšu Jugoslaviju o tome kako dalje iz pat pozicije, nastale nakon definitivnog ne bosanskih Srba mirovnom planu petorice.[1]

### 7. rujna
- Ujedinjeni narodi odgovornost za odgodu Papina posjeta Sarajevu pripisali bosanskim Srbima, koji su odbili zajamčiti sigurnost Svetom Ocu.[1]
- U svezi vraćanja dijela izbjeglica iz Velike Kladuše iz područja plave zone, Odjel za izbjeglice UNHCR-a nije pristao izvršiti taj zadatak.[1]
- Rusija ne isključuje mogućnost da njezin predstavnik u kontaktnoj supini, za sastanka u Berlinu, predloži da se SRbima u BiH zajamči mogućnost konfederalnog povezivanja sa SRJ.[1]
- Predsjednik BiH Alija Izetbegović oštro kritizirao izaslanika UN Yasushija Akashija, optužujući ga da je namjerno odgovorio Papu od dolaska u Sarajevo.[1]

### 8. rujna
- Hrvatska seljačka stranka konavoske općine uputila prosvjed Vladi RH, u kojem oštro osuđuje neshvatljive i tajnovite putešestvije gospode Owena i Stoltenberga po najjužnijem dijelu Hrvatske, bez znanja Poglavarstva općine Konavala.[1]
- Članice kontaktne skupine jasno stavile do znanja čelnicima bosanskih Srba da neće biti novih pregovora o zemljovidima mirovnog plana za BiH.[1]
- Glasnogovornik kremaljske diplomacije Grigorij Karasin potvrdio kako se kontaktna skupina suglasila s ruskim prijedlogom da se Vijeću sigurnosti UN predloži ublažavanje sankcija Beogradu.[1]

### 9. rujna
- U povodu posjeta Svetog Oca Republici Hrvatskoj, na prijedlog Komisije za pomilovanje, predsjednik Republike Hrvatske dr. Franjo Tuđman donio odluku o pomilovanju 88 osuđenih osoba.[1]
- Bonnsko ministarstvo vanjskih poslova potvrdilo sumnje da bosanske vlasti od svojih sunarodnjaka u Njemačkoj ubiru ratni porez i to pod prijetnjom sankcija.[1]
- Dvojica rumunjskih državljana uhićeni su u Turn-Severinu na rumunjsko-jugoslavenskoj granici zbog posjedovanja nekoliko raketa zrak-zemlja koje su htjeli prošvercati bosanskim Srbima.[1]
- Zahvaljujući inicijativi Republike Hrvatske, a u suglasnosti s diplomacijama BiH i Slovenije, predstavnici SRJ uklonjeni sa sastanka zemalja članica Međunarodne konvencije o građanskim i ljudskim pravima.[1]

### 10. rujna
- U posjet Republici Hrvatskoj stigao zrakoplovom iz Rima papa Ivan Pavao II, a poljubac Svetog Oca hrvatskom tlu bio je i ostat će cjelov ohrabrenja, koji su Hrvati, ufajući se u vjeru i poslanje Katoličke crkve, čekali 13 stoljeća.[1]
- Predsjednik Republike Hrvatske dr. Franjo Tuđman pozdravio u zagrebačkoj zračnoj luci Ivan Pavao II. pozdravio hrvatsku zastavu, odsvirane su himne, a hrvatski predsjednik i Sveti Otac izrekli su pozdravne govore. Svetog Oca prvi je, još u zrakoplovu, pozdravio kardinal Franjo Kuharić, zagrebački nadbiskup.[1]
- Stalni predstavnik Republike Hrvatske pri UN-u Mario Nobilo uputio predsjedavajućem Vijeća sigurnosti Antoniu Yanez-Barnuevu pismo, u kojemu naglašava kako Republika Hrvatska ne može tolerirati stalno nastavljanje akcija beogradskih saveznika koji vladaju na okupiranim teritorijima Hrvatske i koje oni poduzimaju protiv susjedne i prijateljske suverene zemlje BiH.[1]
- Na prometnici između Stankovaca i Bile Vlake u biogradskom zaleđu skupina pobunjenih hrvatskih Srba iz zasjede ubila Tomislava Karduma i Šimu Đepinu, pripadnike Hrvatske vojske koji su bili u ophodnji.[1]

### 11. rujna
- Sveti Otac papa Ivan Pavao II. na zagrebačkom Hipodromu predvodio Euharistijsko slavlje pred milijun vjernika, kojima je podijelio blagoslov i poručio da traže oprost, ali i da sami oproste, jer mir na Balkanu nije utopija, nego se nameće kao perspektiva povijesnog realizma.[2]
- Sveti Otac i predsjednik Tuđman razgovarali u četiri oka više od 30 minuta.[2]
- Papa poslijepodne otputovao iz Zagreba zrakoplovom u Rim.[2]
- Beogradski tisak i elektronski mediji posvetili mnogo prostora posjetu Svetog Oca Hrvatskoj, a izvješća se kreću od neutralnih do degutantnih, tako Večernje novosti objavljuju naslov Blagoslov zločinu i tvrde da Papa sigurno neće osuditi genocid.[2]
- Petnaest minuta iza ponoći pokušan atentat na upravitelja EU u Mostaru Hansa Koschnika, napad izveden RPG-7 projektilom 85 mm, ali nije bilo ozlijeđenih.[2]
- Unatoč atentatu na Hansa Koschnika, on ostaje i dalje europskim administratorom za Mostar, priopćio glasnogovornik njemačkog Ministarstva vanjskih poslova.[2]

### 13. rujna
- Predsjednik Republike Hrvatske dr. Franjo Tuđman otvorio 70. Međunarodni zagrebački velesajam i tom prilikom naglasio da ovogodišnja velesajamska priredba označava pozitivna kretanja u hrvatskom gospodarstvu, a također je i znak da je poslovni svijet zainteresiran za Hrvatsku.[2]
- Sukob vladajućih socijalista i radikala Vojislava Šešelja u Srbiji, jedni druge optužuju za ratne zločine, kriminal i profiterstvo.[2]

### 14. rujna
- U Predsjedničkim dvorima završeni razgovori izaslanstava Republike Hrvatske i Republike BiH te Federacije BiH. Predsjednik Tuđman i Izetbegović izvijestili tom prigodom da su se izaslanstva dogovorila o hitnoj uspostavi općinskih i kantonalnoj vlasti, otvaranju ceste Metković-Doboj, kao i o programu za hitan povratak izbjeglica.[2]
- Najžešće od početka godine, četnici topničkom paljbom zasuli županjsku Posavinu, s tri razorna projektila gađano samo središte Županje.[2]
- Vojnici Armije BiH, nakon jakih borbi sa Srbima, izbili na sjeverne republičke granice u zapadnoj Bosni.[2]
- Njemački promatrači smatraju da je mirovni plan kontaktne skupine propao i da se na prostorima bivše Jugoslavije očekuje nastavak rata.[2]
- Britanska diplomacija vrši višestruke pritiske na američku vladu da odustane od ukidanja embarga na oružje bosanskoj vladi.[2]
- Predsjednik radne skupine tzv. SRJ, koja djeluje u sklopu radne skupine Međunarodne konferencije o bivšoj Jugoslaviji zadužene za podjelu imovine te bivše države, akademik Kosta Mihajlović, odbacio najnoviji nacrt sporazuma.[2]
- Bosanska vlada ne smije u Njemačkoj ubirati poreze od svojih državljana, izjasnio se bavarski ministar za socijalna pitanja Gerhard Glück.[2]

### 15. rujna
- U sjedištu UN smatra se da se napredovalo u pripremi nacrta dviju rezolucija Vijeća sigurnosti UN-a o sankcijama protiv tzv. SRJ - jednom se predviđa ukidanja nekih sankcija protiv Beograda, a u prijedlogu druge određuju se pojačane sankcije bosanskim Srbima.[2]
- Helen Delich Bently izgubila izbornu bitku za guvernera u državi Maryland, a Steve Rukavina, voditelj skupine građana Marylanders for Ethics in Government (stanovnici Marylanda za etičnost u državnoj upravi), kojoj je bio cilj zaustaviti njezinu kandidaturu je izjavio: Pala je glava najvećeg pobornika Slobodana Miloševića u SAD.[2]
- Armija BiH priopćila da je u središnjoj Bosni postigla značajne vojne uspjehe i natjerala na povlačenje srpsku vojsku.[2]
- U južnom sektoru još se nije provela ni prva točka zagrebačkog sporazuma. UNPROFOR prvi put javno priznao precizne podatke o nazočnosti srpske vojske na više mjesta unutar crte razdvajanja, koju bi, po zagrebačkom sporazumu, trebao sam nadzirati, a takvih mjesta ima više od 20.[2]

### 16. rujna
- Sveti Otac Ivan Pavao II darovao 100.000 dolara za pomoć prognanicima u Hrvatskoj.[2]
- Središnje mjesto u beogradskim kuloarima ima izjava Borislava Mikelića, Miloševićeva čovjeka u Kninu, da nisu točne tvrdnje kako je blisko odcjepljenje Srba u istočnoj Slavoniji, Baranji i zapadnom Srijemu od Knina, no, za razliku od te izjave, iz Knina do Beograda sve češće stižu vijesti o podjeli tzv. krajina, prema kojima bi se Knin žrtvovao a Slavonija pripojila Srbiji.[2]

### 17. rujna
- U sklopu proslave Dana Hrvatske ratne mornarice, u Splitu svečano u more porinut minopolagač Krka, a načelnik Glavnog stožera HV general Janko Bobetko rekao da danas Hrvatske može uzvratiti na svaki udarac.[2]
- Srebrenica, jedna od zaštićenih zona UN-a u BiH, nalazi se pred uništenjem, iako pod zaštitom, u tom gradiću vlada masovna glad.[2]
- Slovenija priznaje 300 milijuna DEM duga Hrvatskoj, koliko je dužna individualnim štedišama, rekao u Delu slovenski premijer dr. Janez Drnovšek.[2]

### 18. rujna
- Vode se silovite borbe između snaga Petog korpusa Armije BiH i Srba iz UNPA-zone na širem području Hrvatske Kostajnice, Gline i Dvora.[2]
- Snage Petog korpusa Armije BiH u posljednja dva dana zadale dosta briga stanovnicima i vojnom vodstvu pobunjenih hrvatskih Srba oko Gline i Kostajnice na okupiranom dijelu Hrvatske, stanovnici navedenih gradova morali su se na znak opće opasnosti preseliti u skloništa.[2]
- Službeni Beograd odbacio optužbe Armije BiH da tzv. SR Jugoslavija i dalje pruža vojnu pomoć bosanskim Srbima.[2]

### 19. rujna
- Hrvatski veleposlanik pri UN dr. Mario Nobilo uputio New York Timesu pismo u povodu izvještavanja o nedavnom Papinom posjetu Hrvatskoj.[2]
- Srpske snage zatočile skupinu od 30 francuskih vojnika u njihovoj vojnoj bazi u Polinama nedaleko Sarajeva, rekao glasnogovornik Zaštitnih snaga UN-a Tim Spicer.[2]
- U najnovijem valu etničkog čišćenja, Srbi su ovih dana protjerali 2.000 nesrpskog pučanstva iz sjeveroistočne Bosne, a UNHCR procjenjuje da će se protjerivanje nastaviti, te da bi broj novih prognanika mogao premašiti 30.000 osoba.[2]

### 20. rujna
- Premijer BiH Haris Silajdžić ocijenio da Bosanci ulovljeni u klopku opkoljenog Sarajeva nisu dovoljno pokorne žrtve da bi zadovoljili ukus Michaela Rosea, zapovjednikom UNPROFOR-a za BiH.[2]
- Kako procjenjuju britanski izvjestitelji, vojska SRJ je pred stečajem.[2]
- Potkraj kolovoza ove godine u službama za zapošljavanje Republike Hrvatske zabilježeno 238.408 nezaposlenih, što je 3,2 posto manje nego u kolovozu prošle godine.[2]
- I nakon dvadeset dana od obećanja zapovjednika 2. korpusa Armije BiH Sakiba Muhmuljina o povlačenju postrojbe El Mudžahid iz hrvatskog sela Podbriježe kod Zenice, mudžahedini, plaćenici iz islamskih država još uvijek su u tom selu.[2]

### 21. rujna
- Zastupnici HDZ-a, na zasjedanju hrvatskog Sabora, predložili da se prihvati produljenje mandata mirovnim snagama na tri mjeseca, ali s izmjenama koje će donijeti reintegraciju okupiranih hrvatskih područja.[3]
- Predsjednik Vlade i ministar vanjskih poslova dr. Mate Granić, na zasjedanju hrvatskog Sabora rekao kako je temeljna zadaća reintegracija okupiranih područja.[3]
- Zamjenik glavnog tajnika NATO-a Sergio Balanzino pozvao B.B. Ghalija na odlučniju akciju glede kršenja primirja u zaštićenim zonama u BiH.[3]
- Govoreći o nacionalnim manjinama istočne i srednje Europe, mađarski mediji iznose fascinantne činjenice o albanskoj manjini na Kosovu, jer će na početku 21. stoljeća kosovski Albanci postati većinski narod u Srbiji.[3]

### 22. rujna
- Ruski ministar vanjskih poslova Andrej Kozirev naglasio da je Rusija spremna izglasati rezoluciju o suspenziji sankcija prema Beogradu.[3]
- Usprkos skepsi Londona, Washington najavio zračne napade na bosanske Srbe.[3]

### 23. rujna
- Hrvatski Sabor prihvatio mandat UNPROFOR-a na samo tri mjeseca, a za to vrijeme vojnici UN-a moraju stati na hrvatske granice, uspostaviti hrvatsku vlast u ružičastim zonama i omogućiti povratak prognanika.[3]
- U Mostaru se dogodio težak incident, kojim je narušeno dogovoreno primirje s Muslimanima jer su oko 23 sata muslimanski ekstremisti s Mozaljice ispalili RPG-projektil na desnu obalu grada, a prije toga gađali pješačkim oružjem.[3]
- Prvi put od uvođenja Miloševićevog embarga, u francuskom se izvješćima spominje novo lukavstvo beogradskog uma stotine helikopterskih letova iznad BiH.[3]
- Bosanski veleposlanik pri UN Muhamed Šaćirbej optužio snage UN-a u BiH zbog nemoći da zaustave srpske snage u opsadi Sarajeva.[3]
- I nakon preksinoćnjeg napada zrakoplova NATO-a na jedan srpski tenk u okolici Sarajeva, u nekim dijelovima BiH Srbi nastavili provocirati pripadnike UNPROFOR-a, izjavio glasnogovornik zaštitnih snaga Tim Spicer.[3]

### 25. rujna
- Predsjednik Republike Hrvatske dr. Franjo Tuđman otputovao u New Yorku na zasjedanje Glavne skupštine UN, gdje će se sastati, kako se očekuje, s više državnika, među kojima i s američkim predsjednikom Clintonom.[3]
- Nakon upada diverzantskih skupina Petog korpusa BiH Armije, među srpskom vojskom na Banovini počele čistke u vojnim i policijskim strukturama.[3]
- Jake borbe snaga bosanskih Srba i jedinica Armije BiH nastavljene pretprošle noći u sjevernoj Bosni, izvijestio Radio Sarajevo.[3]
- Zapovjednik snaga bosanskih Srba general Ratko Mladić ocijenio, u pismu zapovjedniku UNPROFOR-a na području bivše Jugoslavije francuskom generalu Bertrandu de Lapresleu, zračni napad NATO-a od prošlog tjedna kao najnoviji kriminalni čin i neizravno obnovio prijetnju za sigurnost plavih kaciga u BiH.[3]
- Ministar vanjskih poslova tzv. SR Jugoslavije, Vladislav Jovanović izjasnio se za ubrzano ukidanje svih sankcija protiv te zemlje, javila agencija France Presse.[3]

### 26. rujna
- U New York se sastali hrvatski predsjednik dr. Franjo Tuđman i američki predsjednik Clinton.[3]
- Predsjednik Tuđman, nakon dolaska u New York, sastao se s novinarima i tom prilikom istaknuo da Hrvatska ostaje pri stavu da status Srba, pa tako i okupiranih krajeva Hrvatske, može biti riješen na razini Ustavnog zakona, što su kao rješenja priznale sve zemlje, uključujući i srpske saveznike.[3]
- Američki predsjednik Clinton govorio svjetskim vođama okupljenim na sjednici Generalne skupštine UN i naglasio da je problem Bosne izazov kojem bi tek trebalo naći rješenje.[3]
- Britanski promatrači ocjenjuju da su se London i Moskva dogovorili o zajedničkom otporu američkoj inicijativi zaustavljanja rata u BiH, te se založili za srpsku konfederaciju.[3]
- Predsjednik Predsjedništva BiH Alija Izetbegović predložio da se oko Sarajeva uspostavi demilitarizirana zona od pet kilometara, kako bi se omogućile doprema humanitarne pomoći - priopćili službeni američki izvori.[3]
- Prijetnja Karadžićevih Srba da neće jamčiti sigurnost ni jednom zrakoplovu s oznakom UN-a na snazi, potvrdio glasnogovornik UNPROFOR-a u Sarajevu Tim Spicer.[3]
- Šef njemačkih obavještajnih službi Bernd Schmidbauer tvrdi kako su Rusi naoružavali bosanske Srbe.[3]

### 27. rujna
- Predsjednik Republike Hrvatske dr. Franjo Tuđman održao izlaganje na neformalnoj sjednici Vijeća sigurnosti u New Yorku i tom prilikom istaknuo da hrvatska Vlada neće dopustiti da na brzinu donese odluke koje bi mogle zapaliti nove strasti u regiji, međutim, mi ne možemo naprosto ni stajati sa strane i prihvatiti produženje mandata UNPROFOR-a bez nekih jasnih određenja.[3]
- Ministri obrane NATO-a počeli u španjolskom gradu Sevilli dvodnevni neslužbeni sastanak, na kojem će glavna tema biti stanje u bivšoj Jugoslaviji s naglaskom na prilike u BiH.[3]

### 28. rujna
- Predsjednik Republike Hrvatske dr. Franjo Tuđman svečano otvorio Generalni konzulat Republike Hrvatske u New Yorku i sastao se s hrvatskim iseljenicima.[3]
- Predsjednik Tuđman u New Yorku sastao se s Douglasom Hurdom, koji je također istaknuo da se Britanija zalaže za cjelovitost Hrvatske.[3]

### 29. rujna
- Predsjednik Tuđman i hrvatsko izaslanstvo vratili se iz New Yorka u Zagreb. Uz vidno zadovoljstvo postignutim, dr. Tuđman istaknuo da Srbiji ni uz koje uvjete neće biti skinute gospodarske i naftne sankcije dok ne prizna Hrvatsku u njezinim međunarodno priznatim granicama.[3]
- Ministri obrane NATO-a počeli u španjolskom gradu Sevilli dvodnevni neslužbeni sastanak, na kojem će glavna tema biti stanje u bivšoj Jugoslaviji s naglaskom na prilike u BiH.[3]

### 30. rujna
- Rusija unijela zbrku u Vijeću sigurnosti Ujedinjenih naroda glede rezolucije o mandatu UNPROFOR-a u Hrvatskoj - bude li rezolucija ipak prihvatljiva, a mandat produljen za šest mjeseci, Hrvatska će pratiti rezultate prvih sto dana, a potom će, ne bude li pomaka, novim pismom otkazati mandat mirovnim snagama.[3]
- Vijeće sigurnosti UN-a večeras jednoglasno usvojilo Rezoluciju 947, kojom se idućih šest mjeseci, do 31. ožujka 1995. godine.[3]
- U Opatiji održana Međunarodna konferencija HAZU Mir, ljudska prava i odgovornost intelektualaca.[3]
- Iz svojih utvrda na privremeno okupiranom teritoriju bosanske Posavine Srbi ponovno topnički napali Županju.[3]
- SAD objavile kako smatraju da Srbija nije u potpunosti ispunila svoje obećanje i prestala opskrbljivati bosanske Srbe, rekao američki ministar obrane William Perry, te naglasio kako će u budućnosti zračni udari biti brži kako bi se postigao što veći efekt iznenađenja.[3]